# Кашина Калдерара (Кремона)
Кашина Калдерара је насеље у Италији у округу Кремона, региону Ломбардија.
Према процени из 2011. у насељу је живело 35 становника. Насеље се налази на надморској висини од 89 м.